# 夕顔ラーメン
夕顔ラーメン（ゆうがおラーメン）とは、栃木県栃木市を中心として、提供されているご当地ラーメンである。
2013年時点で、栃木市内の夕顔ラーメン会に所属している13店舗で提供されている。

## 特徴
栃木県は日本のかんぴょう生産の8割以上を占めている。そのかんぴょうの原料は夕顔の果実である。夕顔ラーメンの麺は、夕顔の果実の粉を練り込んで作られており、喉越しと食感の良さが特徴となっている。